# Cryptophis
Cryptophis is een geslacht van slangen uit de familie koraalslangachtigen (Elapidae) en de onderfamilie Elapinae.

## Naam en indeling
De wetenschappelijke naam van de groep werd voor het eerst voorgesteld door Eric Worrell in 1961. Er zijn vijf soorten, veel soorten behoorden lange tijd tot andere geslachten zoals Rhinoplocephalus en Hoplocephalus waardoor de verouderde wetenschappelijke namen in de literatuur worden gebruikt.

## Uiterlijke kenmerken
De slangen blijven klein en bereiken een totale lichaamslengte van ongeveer 40 tot 60 centimeter. Cryptophis nigrescens wordt bijna twee keer zo groot en kan tot een meter lang worden. De kop is afgeplat en duidelijk te onderscheiden van het lichaam door de aanwezigheid van een insnoering. De ogen zijn relatief klein en hebben een donkere iris. De slangen hebben 15 rijen schubben in de lengte op het midden van het lichaam, de anaalschub en de caudale schubben zijn ongepaard.

## Levenswijze
De slangen jagen voornamelijk op hagedissen maar ook andere slangen en kikkers worden buitgemaakt. Kannibalisme is ook wel beschreven. Alle soorten zijn giftig maar zijn door hun geringe lichaamslengte en kop niet gevaarlijk voor de mens. De grotere soort Cryptophis nigrescens vormt echter een uitzondering en wordt beschouwd als zeer gevaarlijk; een beet kan fatale gevolgen hebben.

## Verspreiding en habitat
De slangen komen voor in delen van zuidoostelijk Azië in de landen Papoea-Nieuw-Guinea en Indonesië daarnaast in delen van Australië. De habitat bestaat uit droge tropische en subtropische bossen, vochtige tropische en subtropische laaglandbossen, scrublands en graslanden.

## Beschermingsstatus
Door de internationale natuurbeschermingsorganisatie IUCN is aan alle soorten een beschermingsstatus toegewezen. De slangen worden beschouwd als 'veilig' (Least Concern of LC).

## Soorten
Het geslacht omvat de volgende soorten, met de auteur en het verspreidingsgebied.
| Naam                     | Auteur                               | Verspreidingsgebied                       |
| ------------------------ | ------------------------------------ | ----------------------------------------- |
| Cryptophis boschmai      | Brongersma & Knaap van Meeuwen, 1961 | Australië, Papoea-Nieuw-Guinea, Indonesië |
| Cryptophis incredibilis  | Wells & Wellington, 1985             | Australië                                 |
| Cryptophis nigrescens    | Günther, 1862                        | Australië                                 |
| Cryptophis nigrostriatus | Krefft, 1864                         | Australië, Papoea-Nieuw-Guinea            |
| Cryptophis pallidiceps   | Günther, 1858                        | Australië                                 |